# Phoenicoprocta nigriventer
Phoenicoprocta nigriventer är en fjärilsart som beskrevs av M.Gaede 1926. Phoenicoprocta nigriventer ingår i släktet Phoenicoprocta och familjen björnspinnare. Inga underarter finns listade i Catalogue of Life.